# فرانکلین، شهرستان مونرو، آلاباما
فرانکلین (به انگلیسی: Franklin) یک منطقهٔ مسکونی در ایالات متحده آمریکا است که در شهرستان مونرو، آیووا واقع شده‌است. فرانکلین ۱۰۰٫۸۹ متر بالاتر از سطح دریا واقع شده‌است.